# جو إبراهام
جو إبراهام (بالإنجليزية: Joe Abraham)‏ هو فنان قصص مصورة أمريكي، ولد في 26 فبراير 1974.